# Богель, Жан-Давид
Жан-Давид Богель (фр. Jean-David Beauguel; род. 21 марта 1992, Страсбург) — французский футболист, нападающий.

## Карьера
Начал свою профессиональную карьеру в клубе «Тулуза» во Франции, где так и не сыграл ни в одном матче лиги, но отметился забитым мячом в матче Кубка Франции против «Ниццы» 31 августа 2011 года. Вторую половину 2012 года провёл в тунисской команде «Эсперанс», а с лета 2013 года являлся игроком нидерландского клуба «Валвейк». В сезоне 2013/14 он забил в общей сложности 7 мячей в 32 матчах.
В июле 2014 года находился на просмотре в чешской «Дукле». В первом контрольном матче против «Варнсдорфа» он вышел на замену во втором тайме и забил четыре мяча. Благодаря этому «Дукла» выиграла 4:0. После этого он подписал с клубом трёхлетний контракт. Дебютировал в первой лиге 26 июля 2014 года в домашнем матче против «Баника» из Остравы. Матч закончился со счётом 0:0. Первый мяч забил 3 августа 2014 года в ворота «Млады-Болеслав» на 4-й минуте. У него был очень резвый старт в «Дукле», к ноябрю 2014 года он забил 7 голов в Первой лиге, но потом его продуктивность значительно снизилась.
В зимнем перерыве сезона 2016/17, после окончания контракта с «Дуклой», к нему проявил интерес клуб «Фастав Злин». Просмотр прошёл успешно, после чего был подписан двухлетний контракт с клубом. В составе злинского клуба выиграл Кубок Чехии в сезоне 2016/17. В июне 2017 года он помог клубу завоевать ещё один трофей — Чехо-словацкий Суперкубок.
В ноябре 2018 года подписал предконтрактное соглашение с пльзеньской Викторией, которой нужно было искать замену ушедшему Михаэлу Крменчику. С 1 января 2019 года официально стал игроком «Виктории». В первом же матче за новый клуб отметился забитым мячом в ворота «Млады-Болеслав». Матч закончился со счётом 1:1. В сезоне 2021/22 помог «Виктории» стать в шестой раз чемпионом Чехии, став лучшим бомбардиром Первой лиги.

## Достижения
Фастав Злин
- Обладатель Кубка Чехии: 2016/17
- Обладатель Чехо-словацкого Суперкубка: 2017

Виктория Пльзень
- Чемпион Чехии: 2021/22